# Prayano
Prayano war eine brasilianische Automarke.

## Markengeschichte
Ein Unternehmen aus dem Bundesstaat Rio Grande do Norte stellte in den 1980er und 1990er Jahren Automobile her. Der Markenname lautete Prayano.

## Fahrzeuge
Einziges Modell war ein VW-Buggy. Die offene türlose Karosserie mit vier Sitzen hatte eine Überrollvorrichtung hinter den vorderen Sitzen. Ein Hardtop aus Fiberglas war optional erhältlich. Die eckigen Scheinwerfer waren in die Fahrzeugfront integriert.